# ماسامیچی هایاشی
ماسامیچی هایاشی (انگلیسی: Masamichi Hayashi؛ زادهٔ ۴ آوریل ۱۹۹۶) بازیکن فوتبال اهل ژاپن است.